# Pachnobia mallochi
Pachnobia mallochi là một loài bướm đêm trong họ Noctuidae.